# Nagui
Nagui Fam, noto semplicemente come Nagui (Alessandria d'Egitto, 14 novembre 1961), è un conduttore televisivo, conduttore radiofonico e attore francese.

## Biografia
Figlio di un greco-egiziano e di una franco-italiana aschenazita, entrambi insegnanti, Nagui nacque ad Alessandria d'Egitto e crebbe a Cannes
. Dopo gli studi universitari a Nizza, intraprese la professione di speaker radiofonico, dapprima per una radio pirata e successivamente per Radio France.
Negli anni ottanta debuttò in televisione conducendo dei programmi per TMC e M6. La grande visibilità giunse tuttavia negli anni novanta, quando prima per La Cinq e poi per France 2 condusse il quiz Que le meilleur gagne, che venne poi trasposto anche in due versioni italiane, suscitando molte polemiche. La popolarità della trasmissione lo portò a vincere tre 7 d'or consecutivi fra il 1993 e il 1995.
Nel 1993 fondò una società di produzione, Air Productions, con la quale cominciò a produrre i propri show: il primo fu il programma musicale Taratata, anch'esso vincitore di due 7 d'or. Sullo stesso canale, France 2, portò N'oubliez pas votre brosse à dents, la versione francese di un format britannico che in Italia verrà adattato col titolo Non dimenticate lo spazzolino da denti. Lo show ottenne grandissimi risultati in termini d'ascolto ma si attirò numerose critiche per via dello stile provocatorio e dissacrante; ad esempio fu oggetto di discussione il fatto che il microfono con il quale Nagui intervistasse il pubblico avesse la forma di una pistola.
Fra il 1996 e il 2001 lavorò per TF1 e Canal+, poi tornò a France 2 dove sperimentò nuovi quiz fra i quali Intervilles, ispirato alla trasmissione italiana Campanile sera. A partire dal 2004 conduce annualmente la maratona benefica di Telethon. Oltre a ciò ha lanciato vari game show fra i quali si ricordano i quiz Tout le monde veut prendre sa place e N'oubliez pas les paroles !, versione francese dello show Don't Forget the Lyrics!. Oltre a ciò Nagui ha presentato nel corso degli anni numerose edizioni dei Victoires de la musique e occasionalmente ha recitato al cinema come attore, ad esempio nella pellicola Une femme très très très amoureuse.
Nagui è spesso comparso ai primi posti nelle classifiche dei conduttori più amati dal pubblico francese.
Sposato con l'attrice Mélanie Page, dalla quale ha avuto tre figli, Nagui è padre di un'altra ragazza avuta da una precedente relazione con la collega Marine Vignes.

## Televisione

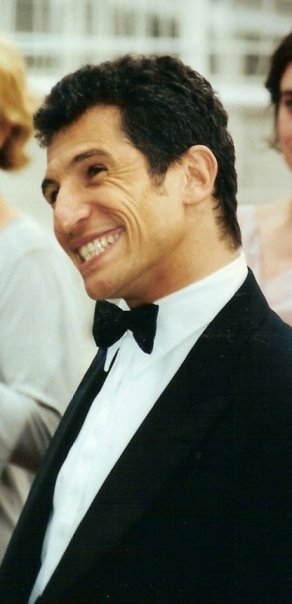
Nagui al Festival di Cannes 2000

- Gala du Midem (France 3: 1985-1986)
- Clip dédicace (M6: 1987)
- Carrefour des musiques (M6: 1987)
- Télé-phone (M6: 1987)
- Fréquenstar (M6: 1988)
- Faîtes-moi 6 (M6: 1988)
- Studio 22 (M6: 1988)
- Hit 92 (M6: 1988)
- Sixième avenue (M6: 1988)
- Quizz Cœur (M6: 1989)
- La Fête de la musique (TF1: 1989-1990)
- Et puis quoi encore ? (TF1: 1989-1990)
- Que le meilleur gagne (La Cinq, France 2: 1991-1995; 2012-2014)
- A nous la 5 (La Cinq: 1991)
- Les Grands amis (La Cinq: 1991)
- Studio 5 (La Cinq: 1991)
- Caméras indiscrètes (France 2: 1992)
- Victoires de la musique (France 2: 1993-1995; 2005-2010)
- 7 d'or (1993)
- Taratata (France 2: 1993-1996)
- N'oubliez pas votre brosse à dents (France 2: 1994-1996)
- Miroir, mon beau miroir (France 2: 1995-1996)
- L'Appel de la couette (TF1: 1996)
- Cocktail (1996)
- Vous ne rêvez pas (1996-1997)
- Tous en jeu (1996)
- T'as la marque du maillot ? (1997)
- Rire en toutes lettres (1997)
- Ophélie de folie (1998)
- La Soirée d'enfer (1998)
- L'Hymne à Edith Piaf (1998)
- Y'a quoi à la télé ? (1998)
- Béart : Ma vérité (1999)
- De Starmania à Notre Dame de Paris (1999)
- Zidane par Zinédine (1999)
- Nulle part ailleurs (1999-2000)
- Maradona par Diego (2001)
- Tutti Frutti (2001)
- Le Numéro gagnant (2001-2002)
- Slap (2002)
- Le Coffre (2003-2004)
- Le Prix Constantin (2003-2004)
- Telethon (dal 2004)
- Intervilles (2004-2005)
- Les Gestes de survie (2004)
- Encore plus libre (2004-2005)
- Ça va être votre fête (2004-2005)
- Tout le monde ELA (2005)
- Fiesta Brazil (2005)
- Le Marathon des jeux télé (2006)
- Tout le monde veut prendre sa place (dal 2006)
- Y en aura pour tout le monde (2006)
- Le Palmarès de la chanson (2007)
- La Part du lion (2007)
- N'oubliez pas les paroles ! (dal 2007)
- Pour Haïti (2010)
- Chéri(e), fais les valises ! (2011)
- La Grande Battle (2011-2012)
- La fête de la musique : 30 ans de succès (2012)
- Volte/Face (2012)
- Générations en folie ! (2013)
- Le Cube (2013)
- Pop Show (dal 2013)
- La Bande originale (France Inter, dal 2014)
- Tout le monde joue avec la mémoire (2015)